# 15e division d'infanterie (Empire allemand)
Pour les articles homonymes, voir 15e division d'infanterie.
La 15e division d'infanterie est une unité de l'armée allemande qui participe aux guerres austro-prussienne, franco-allemande de 1870 et à la Première Guerre mondiale. Au début de ce conflit, la 15e division d'infanterie forme avec la 16e division d'infanterie le 8e corps d'armée au sein de la 4e armée allemande. Elle combat à la bataille des Ardennes et à la bataille de la Marne. La division participe au cours de l'année 1915 à la bataille de l'Artois, puis occupe un secteur sur l'Aisne. En 1916, elle est engagée durant les mois de juillet et de septembre dans la bataille de la Somme, puis transférée sur le front de l'est jusqu'en mai 1917. De retour sur le front de l'ouest, la division combat aux batailles du Chemin des Dames et de Passchendaele. Au cours de l'année 1918, la division est engagée en Picardie dans l'offensive Michaël, puis durant l'été dans la bataille de Picardie. Elle est ensuite transférée sur le front de Verdun jusqu'à la fin du conflit. Après l'armistice, la division est transférée en Allemagne où elle est dissoute durant l'année 1919.

## Guerre austro-prussienne de 1866 et Guerre franco-allemande de 1870

### Composition en 1866
- 29e brigade d'infanterie, général de division Alexander von Stuckrad

39e régiment de fusiliers, colonel Wilhelm von Woyna
65e régiment d'infanterie colonel Albert von Trossel (de)
- 30e brigade d'infanterie, Otto von Glasenapp (de)

28e régiment d'infanterie, colonel Friedrich von Gerstein-Hohenstein
68e régiment d'infanterie (de), colonel Wilhelm von Gayl
- Cavalerie de division 7e régiment de hussards, colonel Bernhard von Lindern

### Composition en 1870
- 29e brigade d'infanterie

33e régiment de fusiliers
65e régiment d'infanterie
- 30e brigade d'infanterie

28e régiment d'infanterie
67e régiment d'infanterie
- 8e bataillon de jägers
- 7e régiment de hussards royaux

### Historique
La 15e division d'infanterie combat lors de la guerre austro-prussienne de 1866 à la bataille de Sadowa. Au cours de la guerre franco-allemande de 1870, la division est engagée dans la première partie de la guerre dans la bataille de Saint-Privat puis au siège de Metz. Ensuite elle combat en Picardie les troupes françaises lors des batailles de Villers-Bretonneux, de l'Hallue, de Bapaume et de Saint-Quentin.

## Première Guerre mondiale

### Composition
La 15e division d'infanterie est essentiellement recrutée dans les districts des provinces du Rhin, certaines des recrues peuvent parfois venir de la Hesse rhénane et du grand-duché de Bade.

#### Temps de paix, début 1914
- 29e brigade d'infanterie (Aix-la-Chapelle)

25e régiment d'infanterie (de) (Aix-la-Chapelle)
161e régiment d'infanterie (Düren), (Eschweiler), (Juliers)
- 30e brigade d'infanterie (Coblence)

28e régiment d'infanterie (Coblence)
68e régiment d'infanterie (de) (Coblence)
- 15e brigade de cavalerie (Cologne)

8e régiment de cuirassiers (de) (Deutz)
7e régiment de hussards (Bonn)
- 15e brigade d'artillerie (Cologne)

59e régiment d'artillerie de campagne (Riehl)
83e régiment d'artillerie de campagne

#### Composition à la mobilisation et en 1915
- 29e brigade d'infanterie

25e régiment d'infanterie
161e régiment d'infanterie
- 80e brigade d'infanterie

65e régiment d'infanterie
160e régiment d'infanterie
- 15e brigade d'artillerie (Cologne)

59e régiment d'artillerie de campagne
83e régiment d'artillerie de campagne
- 1re et 5e compagnies du 8e bataillon de pionniers

#### 1916
En août 1916, la division est organisée sur un modèle triangulaire composée d'une brigade d'infanterie à trois régiments d'infanterie.
- 80e brigade d'infanterie

186e régiment d'infanterie (du mois d'août au mois d'octobre 1916)
69e régiment d'infanterie
160e régiment d'infanterie, (à partir du mois d'octobre 1916)
389e régiment d'infanterie
- 15e brigade d'artillerie (Cologne)

59e régiment d'artillerie de campagne
83e régiment d'artillerie de campagne
- 1re et 5e compagnies du 8e bataillon de pionniers

#### 1917
- 80e brigade d'infanterie

69e régiment d'infanterie
160e régiment d'infanterie
389e régiment d'infanterie
- 15e commandement d'artillerie divisionnaire

59e régiment d'artillerie de campagne
- 1re et 5e compagnies du 8e bataillon de pionniers

#### 1918
- 80e brigade d'infanterie

69e régiment d'infanterie
137e régiment d'infanterie
160e régiment d'infanterie
- 15e commandement d'artillerie divisionnaire

59e régiment d'artillerie de campagne
135e bataillon d'artillerie à pied
- 1re et 5e compagnies du 8e bataillon de pionniers

### Historique
Au début de la Première Guerre mondiale, la 15e division d'infanterie forme avec la 16e division d'infanterie le VIIIe corps d'armée de la IVe armée allemande.

#### 1914
- 6 - 21 août : concentration de la division. Le 25e régiment d'infanterie est détaché de la division, il est intégré au corps d'attaque chargé de la prise de Liège. La 15e division pénètre au Luxembourg le 6 août, puis en Belgique le 19 août.
- 22 - 24 août : engagée dans la bataille des Ardennes (bataille de Neufchâteau) et combat à Porcheresse, Graide et Bievre.
- 25 août - 5 septembre : poursuite des troupes françaises, la division pénètre en France le 26 août et franchit la Meuse à Sedan pour la 29e brigade d'infanterie et à Mézières pour la 80e brigade d'infanterie[2]. Elle progresse vers le sud par Sommepy et Suippes.
- 6 - 12 septembre : engagée dans la bataille de la Marne, (Bataille de Vitry) ; à partir du 10 septembre début du repli par Souain et Perthes.
- 13 septembre - 30 novembre : occupation d'un secteur en Champagne dans la région de Perthes, ferme de Beauséjour.
- 30 novembre 1914 - 11 mai 1915 : la division est scindée en ces deux brigades, la 29e brigade est transférée sur le front des Flandres et combat à Ypres jusqu'en décembre, puis envoyée en Alsace pour former la division combinée de Fuchs ; combats violents et fortes pertes durant ce séjour (Bataille du Hartmannswillerkopf).

La 15e division d'infanterie est temporairement renforcée par la 1re brigade de Landwehr bavaroise et occupe un secteur du front en Champagne.

#### 1915
- 7 janvier - 20 février : actions locales dans le secteur de Perthes-lès-Hurlus.
- 21 février - 20 mars : engagée dans la première bataille de Champagne.
- 21 mars - 3 avril : organisation du nouveau secteur du front.
- 4 avril - 11 mai : retrait du front, en réserve de l'OHL ; transférée en Woëvre pour renforcer le IIIe corps d'armée bavarois dans le saillant de Saint-Mihiel dans la forêt d'Ailly.
- 13 mai - 30 juin : la division est reconstituée avec ses brigades d'origines ; mouvement vers l'Artois. Engagée à partir du 15 mai dans la Bataille d'Artois du printemps[n 1].
- 30 juin 1915 - juillet 1916 : retrait du front ; repos puis occupation de plusieurs secteurs sur le front de l'Aisne, vers Vailly-sur-Aisne et Pommiers en juillet, Nouvron en septembre, Sainte-Marguerite et Bucy-le-Long en octobre.

25 septembre - 6 octobre : seconde bataille de Champagne

#### 1916
- juillet - fin août : mouvement sur la Somme, engagée dans la bataille de la Somme, la division attaque sur Biaches et déplore de fortes pertes.
- septembre : retrait du front, puis mouvement et occupation d'un secteur dans la région de Bucy-le-Long. Au cours de cette période, la division est remaniée, les 65e et 161e régiments d'infanterie sont transférés à la 185e division d'infanterie et le 25e régiment d'infanterie à la 208e division d'infanterie. Le 160e régiment d'infanterie est temporairement placée au sein de la division Dumrath durant le mois de septembre. La 15e division est renforcée par l'arrivée temporaire du 186e régiment d'infanterie et l'arrivée définitive du 389e régiment d'infanterie[2].
- 27 septembre - 15 octobre : à nouveau engagée dans la bataille de la Somme dans le secteur de Sailly-Saillisel, la division souffre de nombreuses pertes.
- 16 octobre - 5 novembre : retrait du front, mouvement vers l'Aisne et occupation d'un secteur vers Nouvron et Moulin-sous-Touvent.
- 6 - 10 novembre : retrait du front et mouvement par V.F. vers le front de l'est.
- 11 novembre 1916 - 24 avril 1917 : occupation d'une partie du front dans la région de la Styr et du Stochid

#### 1917
- 25 avril - 17 mai : départ de Kovel transfert par V.F. vers le front de l'ouest fin avril à Vigneulles. La division occupe ensuite un secteur dans la région de Vaux-lès-Palameix.
- 18 - 23 mai : retrait du front ; repos, la division est mise en réserve du groupe d'armée du Kronprinz.
- 24 mai - 8 juillet : mouvement vers l'Aisne. À partir du 30 mai, la division est engagée dans la bataille du Chemin des Dames dans le secteur du plateau de Vauclerc et du plateau de Californie.

2 juin - 3 juillet : attaques allemandes pour récupérer les plateaux début juin, puis nombreuses attaques allemandes locales pour profiter des mutineries au sein de l'armée française. Au cours de ces différentes actions, la division déplore de nombreuses pertes.
- 8 - 15 juillet : retrait du front et stationnement dans la région de Richecourt, puis d'Avricourt.
- 15 juillet - 4 septembre : occupation d'un secteur du front dans la région de Blâmont.
- 5 septembre - 7 octobre : retrait du front ; repos et stationnement dans la région de Verdun.
- 8 octobre - 13 novembre : mouvement vers les Flandres, engagée à partir du 8 octobre dans la bataille de Passchendaele au nord de la route entre Ypres et Menin, la division souffre de fortes pertes[3].
- 14 novembre - 18 décembre : retrait du front ; repos dans la région de Bruges et de Knocke.
- 18 décembre 1917 - 15 janvier 1918 : en ligne sur le front d'Ypres à l'est de Passendale.

#### 1918
- 15 janvier - 10 février : retrait du front et repos dans la région de Bruges.
- 10 février - 20 mars : mouvement de rocade, la division relève la 25e division d'infanterie à l'est de Passendale[4] ; puis à partir du 25 février, mouvement et relève de la 31e division d'infanterie dans le secteur de Zonnebeke.
- 21 mars - 22 avril : la division est relevée par la 39e division d'infanterie[4] ; mouvement par étapes vers Mons-en-Pévèle, puis vers Cambrai le 31 mars, vers Sailly-Saillisel, Bray-sur-Somme, Suzanne et Caix du 7 au 12 avril.

12 - 22 avril : engagée dans l'offensive Michael dans le bois de Senecat au nord-ouest de Moreuil. Le 18 avril contre-attaque française, la division a 700 hommes faits prisonniers.
- 22 avril - 18 mai : retrait du front ; repos dans la région de Busigny.
- 18 - 22 mai : engagée à nouveau dans la région de Castel.
- 22 mai - 17 juin : retrait du front ; repos dans la région de Rosières-en-Santerre le 1er juin et dans la région de Péronne vers le 9 juin.
- 17 - 26 juin : en ligne devant Moreuil, la division subit de fortes pertes lors de l'attaque française du 17 juin.
- 26 juin - 5 juillet : retrait du front ; repos dans la région à l'est de Roye, puis dans la région sud de Blérancourt.
- 5 juillet - 22 août : en ligne dans le secteur de Nampcel et d'Autrêches ; à partir du 18 août engagée dans la bataille de Picardie[n 2] ; la division est repoussée sur Caisnes.
- 23 août - 26 septembre : retrait du front ; au début de mois de septembre la division est déplacée par V.F. vers Damvillers près de Verdun, puis mouvement vers Fablas.
- 26 septembre - 11 novembre : en ligne dans le secteur du bois des Caures ; la division est identifiée au nord-ouest d'Ornes le 10 novembre.

## Chefs de corps
| Grade                        | Nom                                      | Date                                |
| ---------------------------- | ---------------------------------------- | ----------------------------------- |
| Generalleutnant              | Constantin von Lossau                    | 5 septembre 1818 - 21 février 1820  |
| Generalleutnant              | Karl Friedrich Bernhard Helmuth von Hobe | 22 février 1820 - 25 septembre 1823 |
| Generalmajor/Generalleutnant | August Friedrich Ludwig von Wrangel (de) | 26 septembre 1823 - 29 mars 1830    |
| Generalleutnant              | Ernst von Pfuel                          | 30 mars 1830 - 29 mars 1838         |
| Generalmajor/Generalleutnant | Peter von Colomb                         | 30 mars 1838 - 1er décembre 1841    |
| Generalleutnant              | August von Kanitz                        | 2 décembre 1841 - 12 avril 1848     |
| Generalleutnant              | Ludwig Roth von Schreckenstein           | 13 avril - 22 juin 1848             |
| Generalleutnant              | Moritz von Hirschfeld                    | 23 juin 1848 - 3 novembre 1851      |
| Generalleutnant              | Hans Wilhelm von Schack                  | 4 novembre 1851 - 2 juin 1858       |
| Generalleutnant              | Ferdinand von Kleist                     | 3 juin 1858 - 8 janvier 1864        |
| Generalleutnant              | Wilhelm Hiller von Gaertringen           | 9 janvier 1864 - 3 janvier 1866     |
| Generalleutnant              | Philipp Carl von Canstein                | 4 janvier 1866 - 7 avril 1869       |
| Generalleutnant              | Ludwig von Weltzien                      | 8 avril 1869 - 16 octobre 1870      |
| Generalleutnant              | Ferdinand von Kummer                     | 27 octobre 1870 - 25 janvier 1875   |
| Generalleutnant              | Franz von Zychlinski                     | 26 janvier 1875 - 17 mars 1880      |
| Generalleutnant              | Karl von Einem (de)                      | 18 octobre 1880 - 14 mai 1883       |
| Generalleutnant              | Paul von Leszczynski                     | 15 mai 1883 - 21 mars 1884          |
| Generalleutnant              | Sigismund von Schlichting                | 22 mars 1884 - 31 mai 1885          |
| Generalleutnant              | Richard von Hilgers (de)                 | 1er juin 1885 - 18 septembre 1888   |
| Generalleutnant              | Paul von Kropff (de)                     | 19 septembre 1888 - 28 mars 1892    |
| Generalleutnant              | Eduard von Münnich (de)                  | 29 mars 1892 - 15 juin 1896         |
| Generalleutnant              | Ludwig Hartwig genannt von Naso          | 16 juin 1896 - 16 avril 1897        |
| Generalleutnant              | Hermann von Graberg (de)                 | 17 avril 1897 - 21 mai 1900         |
| Generalleutnant              | Karl von Stohrer                         | 22 mai 1900 - 8 septembre 1901      |
| Generalleutnant              | Paul von Ploetz                          | 9 septembre 1901 - 2 octobre 1906   |
| Generalleutnant              | Max von Gallwitz                         | 3 octobre 1906 - 2 avril 1911       |
| Generalleutnant              | Hermann von Wartenberg (de)              | 3 avril 1911 - 8 avril 1912         |
| Generalleutnant              | Julius Riemann                           | 9 avril 1912 - 4 octobre 1914       |
| Generalmajor                 | Karl Wilhelm Vollbrecht                  | 5 octobre 1914 - 5 juillet 1915     |
| Generalleutnant              | Emmerich ? Freiherr Raitz von Frentz     | 6 juillet 1915 - 25 octobre 1916    |
| Generalmajor                 | Arthur von Goetzen                       | 26 octobre 1916 - 14 septembre 1917 |
| Generalleutnant              | Gerhard Tappen                           | 15 septembre 1917 - 11 janvier 1919 |
| Generalmajor                 | Walter Heym                              | 12 janvier - 26 avril 1919          |